# Matt Reeves
Matthew George Reeves (ur. 27 kwietnia 1966 w Rockville Centre) – amerykański reżyser, scenarzysta i producent filmowy.

## Filmografia
| Reżyser - Żałobnik (1996) - Miłość czy kochanie (1997) - Wydział zabójstw Baltimore (1997) - Felicity (1998-2001) - Gideon's Crossing (2000) - Cuda (2003) - Conviction (2006) - Projekt: Monster (2008) - Pozwól mi wejść (2010) - Ewolucja planety małp (2014) - Wojna o planetę małp (2017) - Batman (2022) | Scenarzysta - Liberator 2 (1995) - Żałobnik (1996) - Felicity (1998-2002) - Ślepy tor (2000) - Pozwól mi wejść (2010) - Wojna o planetę małp (2017) |